# Naturally, Sadie
Naturally, Sadie is een Canadese tienerserie met in de hoofdrol Sadie Hawthorne, een meisje dat veel met natuur bezig is. Ze maakt voortdurend vergelijkingen tussen de dierenwereld en de specimens uit haar eigen leven.
De serie was tot 7 april 2007 iedere zaterdag en zondag om 18:15 te bekijken op Nickelodeon Nederland/Vlaanderen. Op dat moment werd enkel het eerste seizoen uitgezonden, terwijl in de Verenigde Staten en Canada het tweede seizoen al werd uitgezonden. In Canada werd Naturally, Sadie elk weekend uitgezonden op Family Channel; in de VS heeft Disney Channel de rechten op de serie. Of de serie ooit nog te zien zal zijn in Nederland of Vlaanderen, is niet bekend.

## Acteurs
- Charlotte Arnold als Sadie Hawthorne
- Michael D'Ascenzo als Rain Papadakis
- Jasmine Richards als Mallory